# Trisha Ziff
Trisha Ziff és una realitzadora de cinema i comissària artística (curadora) de fotografia contemporània d'origen britànic, filla de la pedagoga Ann Rachlin. Resideix en la Ciutat de Mèxic.

## Rellevància
Becària del Guggenheim, Trisha és una realitzadora de cinema documental que se centra en les fotografies. Ha exposat la seva obra al Victoria and Albert Museum de Londres, al Museu de Fotografia de Califòrnia, en el Centre Internacional de Fotografia (ICP) (a Nova York) i en el Centre de la Imatge (Mèxic, DF). Com a comissària, ha organitzat exposicions de fotografia mexicana, sobre el Diumenge Sagnant de l'Ulster, Verdades Ocultas i la sèrie realitzada per Korda sobre el Che Guevara, així com una exposició de la fotògrafa mexicana Maya Goded titulada Las olvidadas. També va participar en l'organització de l'exposició del fotògraf mexicà Enrique Metinides, el 2010, i va col·laborar amb el compositor minimalista Michael Nyman a Distractions.

### Filmografia
- Chevolution (2008)
- La maleta mexicana (2012)[2]
- El hombre que vio demasiado (2016)
- Pirate Copy (en etapa de producció)